# همينغفرد غري (كامبريدجشير)
همينغفرد غري (بالإنجليزية: Hemingford Grey)‏ هي قرية و أبرشية مدنية تقع في المملكة المتحدة في إنجلترا. يقدر عدد سكانها بـ 2,524 نسمة .